# Liste der Resolutionen des UN-Sicherheitsrates (1982)
Diese Liste der Resolutionen des UN-Sicherheitsrates nennt die 29 vom Sicherheitsrat der Vereinten Nationen im Jahr 1982 verabschiedeten Resolutionen.
| Nummer | Beschluss vom | Gegenstand | Mission |
| ------ | ------------- | --- | ------- |
| 500    | 28. Januar    | Einberufung einer dringlichen Sitzung der Generalversammlung der Vereinten Nationen wegen des israelisch-syrischen Konflikts um die Golanhöhen |         |
| 501    | 25. Februar   | Israel – Libanon |         |
| 502    | 3. April      | Falklandinseln |         |
| 503    | 9. April      | Südafrika |         |
| 504    | 30. April     | Tschad |         |
| 505    | 26. Mai       | Falklandinseln |         |
| 506    | 26. Mai       | Israel – Arabische Republik Syrien |         |
| 507    | 28. Mai       | Seychellen |         |
| 508    | 5. Juni       | Israel – Libanon |         |
| 509    | 6. Juni       | Israel – Libanon |         |
| 510    | 15. Juni      | Zypern |         |
| 511    | 18. Juni      | Israel – Libanon |         |
| 512    | 19. Juni      | Libanon |         |
| 513    | 4. Juli       | Libanon |         |
| 514    | 12. Juli      | Irak – Islamische Republik Iran |         |
| 515    | 29. Juli      | Israel – Libanon |         |
| 516    | 1. August     | Israel – Libanon |         |
| 517    | 4. August     | Israel – Libanon |         |
| 518    | 12. August    | Israel – Libanon |         |
| 519    | 17. August    | Israel – Libanon |         |
| 520    | 17. September | Israel – Libanon |         |
| 521    | 19. September | Libanon |         |
| 522    | 4. Oktober    | Irak – Islamische Republik Iran |         |
| 523    | 18. Oktober   | Israel – Libanon |         |
| 524    | 29. November  | Israel – Arabische Republik Syrien |         |
| 525    | 7. Dezember   | Südafrika |         |
| 526    | 14. Dezember  | Zypern |         |
| 527    | 15. Dezember  | Lesotho und Südafrika |         |
| 528    | 12. Dezember  | Aufnahme der arabischen Sprache als Amtssprache im Sicherheitsrat                                                                              |         |